# コミック出版社の会
コミック出版社の会（コミックしゅっぱんしゃのかい）は、日本の漫画出版社による団体である。旧名称はコミック10社会。漫画関連イベントへの協力、漫画に関する著作権・法律問題についての各社の調整などを行っている。

## 参加出版社
- 秋田書店
- KADOKAWA
- 講談社
- 集英社
- 小学館
- 少年画報社
- 新潮社
- 白泉社
- 双葉社
- リイド社
- 芳文社
- 日本文芸社
- 竹書房
- 宙出版
- スクウェア・エニックス

10社→12社→14社→15社

## 東京都青少年の健全な育成に関する条例への対応
コミック10社会は、2010年の東京都青少年の健全な育成に関する条例改正に対し、表現の自由を損ねる恐れがあるとして、会として反対の行動をとった。2010年3月17日には、賛同したマンガ作家有志、900名の署名とともに「マンガ作家有志およびコミック10社会構成出版社一同」として反対意見書を都議会各党および無所属議員に提出した。なお、このときの改正案は同年6月に都議会で否決された。
しかし、11月に一部記述を変更した改正案が東京都知事から再提出され、春の改正案の時点から賛成していた都政与党の自民党・公明党に加え、春の改正案に反対したものの今回の冬の改正案を受けて賛成に転じた都政野党の民主党、他に無所属の一部などの賛成多数で成立の見通しとなったことから、12月10日、コミック10社会として、「東京国際アニメフェア2011」への協力・参加を拒否する旨の声明を発表した。声明では、東京国際アニメフェアの実行委員会委員長を務める石原慎太郎東京都知事の言動について「漫画や漫画家に対する不誠実で無理解な発言を繰り返し」ているものと批判、改正案についても「漫画家やアニメ制作者との話し合いがただの一度も行われないまま」作られているものであるとして「これまでの出版界と都当局との話し合いの歴史を踏みにじるものであり、規制の対象は依然あいまいで、むしろ拡大さえしている」と批判し、「石原都知事および都当局の、漫画家・アニメ制作者たちに対する敬意に欠けた姿勢に強い不信感を抱かざるをえません」「石原知事が実行委員長として開始しようとしているアニメのイベントに賛同し、行動をともにすることはとうていできない」とした。10社会の幹事を務める清水保雅講談社取締役は、各々の出版社が直接の出展を拒否するだけでなく、「原作者の漫画家が希望すれば、出展するアニメ関連会社に協力しないよう要請する」とした。条例案は結局12月15日に可決・成立したが、ボイコットすることとなった「東京国際アニメフェア2011」は、2011年3月11日に発生した東北地方太平洋沖地震の影響により開催されなかった。アニメのイベントが二つに分かれている件について角川の関係者は「目的は同じ。いつまでもすみ分けするのがいいと思ってはいない」と述べている。
『週プレNEWS』によれば、アニプレックスのプロデューサー・高橋祐馬はボイコットについて「条例の問題以前に、出版社と歩みを共にするという意識が強かった」と話している（詳細は「アニメ コンテンツ エキスポ」を参照）。

## その他の活動
電子書籍・コミック　サミット in 秋葉原
経済産業省も共催に加わり2010年11月12日から14日の3日間にわたって東京・秋葉原UDXで開催された「電子書籍・コミック　サミット in 秋葉原」を「コミック10社会」として後援し、意見発表や商品展示を行った。
コミックフェスティバル in 東北 〜 コミック出版社 東北応援プロジェクト 〜
2011年11月下旬から2012年1月31日にかけて行われた震災被害を受けた東北応援プロジェクトとしてのコミック・アニメイベントに「コミック10社会」として協賛、開催を支援した。

## 関連団体
- 一般社団法人マンガアーカイブ機構[6] - 商業マンガに関する原画（紙）や関連資料、また雑誌・単行本等の公刊物 を後世へ保存・継承するためにコミック出版社の会などが中心となり設立された団体。
- マンガ・アニメ海賊版対策協議会 - 国内外のマンガ・アニメ産業における海賊版対策を目的に設立された団体。オブザーバーとして「コミック出版社の会」が参加。